# فرانتس هولبل
فرانتس هولبل (آلمانی: Franz Hölbl؛ ۲۷ دسامبر ۱۹۲۷ – ۱۹۷۶) وزنه‌بردار اهل اتریش بود.